# Abraham Kurland
Abraham Kurland (10. června 1912 Odense – 14. března 1999 Kodaň) byl dánský zápasník. Měřil 168 cm a zápasil v lehké váze do 66 kg. Největších úspěchů dosáhl v řecko-římském zápase, ale věnoval se i volnému stylu.
Byl židovského původu a zápasil za kodaňský klub Hakoah. Zápasu se věnovali také jeho bratři Shaloe a Arnold. Dvanáctkrát se stal mistrem Dánska a v roce 1932 vyhrál Makabejské hry. Na Letních olympijských hrách 1932 v Los Angeles obsadil druhé místo v lehké váze řecko-římského stylu za Erikem Malmbergem ze Švédska. V roce 1934 postoupil do finále mistrovství Evropy v zápasu řecko-římském, kde ho porazil Fin Aarne Reini. Získal také bronzovou medaili na evropském šampionátu volnostylařů. Na ME 1935 stříbro v klasickém zápase obhájil. Berlínské olympiády v roce 1936 se nezúčastnil na protest proti pronásledování Židů v nacistickém Německu.
Druhou světovou válku přežil v neutrálním Švédsku díky programu záchrany dánských Židů. Startoval ještě na LOH 1948, kde obsadil deváté místo. Pak ukončil aktivní kariéru a pracoval jako trenér, jeho svěřenec Bjarne Ansbøl získal stříbrnou medaili na MS 1962.
Abraham Kurland se dožil 86 let a je pohřben na Mosaisk Vestre Begravelsesplads v Kodani. V roce 2025 byl přijat do Mezinárodní síně slávy židovského sportu.